# Euxoa terminialis
Euxoa terminialis là một loài bướm đêm trong họ Noctuidae.